# Reserva natural Pechora-Ilich
La reserva natural Pechora-Ilich (del ruso: Печоро-Илычский заповедник, Pechoro-Ilichski zapovédnik) es una reserva natural en la república de Komi, Rusia. Actualmente protege 7213 km² y forma el núcleo del lugar Patrimonio de la Humanidad llamado «Bosques vírgenes de Komi».

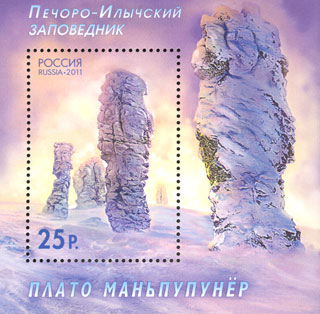
Sello ruso conmemorativo de la Reserva Natural Pechora-Ilich.

La reserva natural se encuentra en la esquina sureste de la república de Komi (distrito Troitsko-Pechorski), en las laderas occidentales de los montes Urales y las tierras bajas y colinas adyacentes. Recorre la zona el curso alto del río Pechora y su afluente el Ilich, y de sus nombres se formó el de la reserva. 
La idea de la creación de una reserva natural en el curso alto del Pechora, como un santuario o zakaznik para la marta cibelina se propuso en el año 1915 por S. T. Nat. La reserva se creó el 4 de mayo de 1930 y al principio comprendía 11 350 km². Los límites actuales de la reserva se establecieron el 30 de julio de 1931. Desde 1986, la reserva se ha incluido en la lista de la Unesco como una reserva de la biosfera.
En 1995, el área boscosa que incluye la reserva natural Pechora-Ilich y su vecino septentrional, el parque nacional Yugyd Va, fueron reconocidos por la Unesco como un lugar Patrimonio de la humanidad con el nombre de "Bosques vírgenes de Komi".